# 일곱 박공의 집

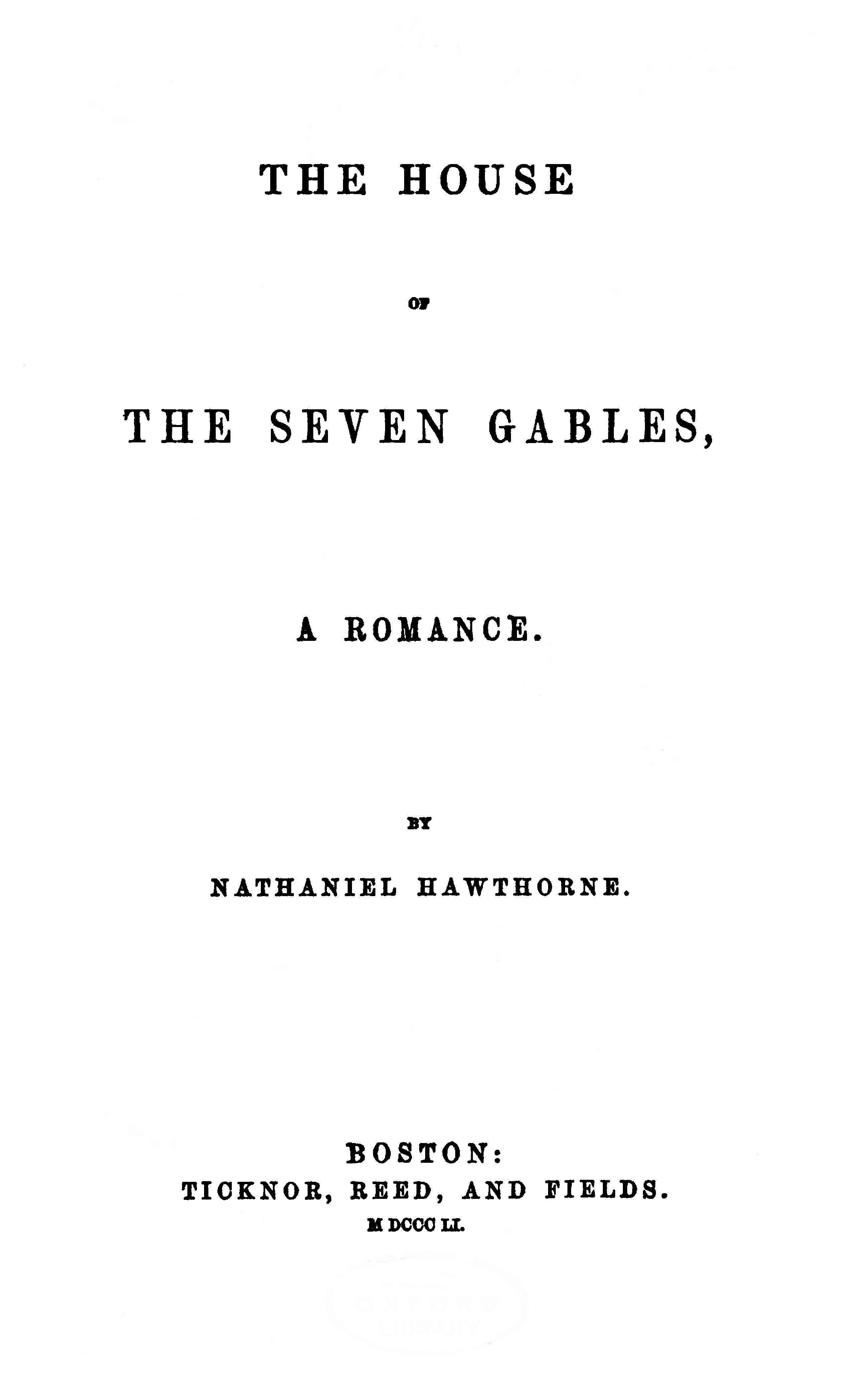

《일곱박공의 집(The House of the Seven Gables)》은 미국의 소설가 너새니얼 호손의 장편소설이다. 일곱 박공을 가진 집에서 벌어진 살인사건을 소재로 한 추리소설의 성격을 갖고 있다.
나이든 남매가 차린 잡화점이 영리한 소녀점원이 들어온 후 번창한다는 설정은 자본주의가 급격하게 진행된 19세기 미국사회가 얼마나 급격하게 진행되었는지를 말해준다. 하지만, 미국 자본주의역사의 오점인 노동자들에 대한 착취와 노동운동 탄압에 대해서는 나와 있지 않은게 단점이다. 영혼을 빨아들이는 요물취급받던 카메라가 살인사건의 진상을 밝혀낸다는 설정도 있는데, 이는 19세기 미국 과학의 발전에 대한 작가의 낙관적인 견해를 말하고 있다.